# Arordineri Ucht

Arevachač, symbol arordineristů

Arordineri Ucht  (arménsky Արորդիների ուխտ, česky Řád Arových dětí) je novopohanská organizace navazují na náboženství předkřesťanských Arménů. Nejvyšším božstvem je bůh stvořitel Ara, který zplodil další božstva arménského panteonu. Organizace byla založena v roce 1991 disidentem Slakem Kakosjanem poté, co se navrátil z exilu do nově vzniklé nezávislé Arménie, pod vlivem nacionalistické ideologie Garegina Nzhdeha zvané Tseghakron. Kakosjan také sepsal, podle svých vlastních slov kompiloval, Uchtagirk – svatou knihu tohoto hnutí.
Organizace má kolem stovky aktivních členů, několik set „pokřtěných“ a kolem tisíce sympatizantů, kteří se rekrutují především z řad intelektuálů a umělců. Na rozdíl od většina ostatních novopohanských skupin je její vztah s křesťanskými církvemi, konkrétně s Arménskou apoštolskou církví, spíše nekonfliktní. Arordineri Ucht také míval velmi dobré vztahy s Republikánskou stranou Arménie, ty však později ochladly, a marginální ultra-nacionalistickou stranou Unie arménských árijců, jejíž vůdce Armen Avetisjan později založil konkurenční náboženskou organizaci Arménský árijský řád. Na počátku 21. století přetrvávají uvnitř Arordineri Ucht spory, zda má hnutí mít také politický charakter či nikoliv.